# Андраш Баторі (князь)
Андраш Баторі (угор. Báthory András, 1562/1563 — 3 листопада 1599) — великий  князь Трансильванії в 1599 році. Відомий також як Андраш VIII Баторі.

## Життєпис

### Молоді роки
Походив з династії Баторі, гілки Баторі-Шомльо. Онук трансильванського воєводи Іштвана Баторі. Молодший син Андраша VII Баторі, маршалка двору угорської королеви Ізабелли. Матір'ю була Маргит Майлат, небога впливового магната Тамаша Надашді. Народився у 1562 або 1563 році. Вже 1563 року помирає його батько. Того ж року мати вийшла заміж за Яноша Іфджю.
Разом з братом Балтазаром, сестрами Анною і Каталіною виховувався в маєтку вітчима Ерміхаліфалва. Попри те, що мати була лютеранкою, Андраш виховувався в католицькому дусі. У 1578 році перебирається до Речі Посполитої, де на той час королем став його стрийко Стефан. Освіту здобув єзуїтському колегіумі в Пултуску, де навчався до 1583 року. Окрім різних наук, вивчив італійську, німецьку, польську мови, латину. Водночас був усиновлений Стефаном Баторієм.

### Церковна кар'єра
Після тривалих роздумів вирішив обрати церковну кар'єру. 1581 року призначено каноніком Вармійського князівства-єпископства. 1583 року за підтримки папського нунція Альберто Болонетті обирається пробстом Мехувського монастиря. Того ж року Андраша відправили посланцем до папи римського Григорія XIII, з яким обговорювалося питання антиосманської коаліції. Папа римський спочатку призначив Баторі протонатором, а потім кардиналом-дияконом Сант-Адріано аль Форо. 1584 року Андраш повернувся до Польщі.
1585 року призначено єпископом-коад'ютором Вармії. Спроба короля поставити Андраша на Краківське єпископство зустріла спротив папи римського через молодий вік претендента. 1586 року знову вирушив до Риму, де намагався отримати від папи римського Сікста V фінансову допомогу для початку нової війни Речі Посполитої з Московським царством. Але у грудні 1586 року помер Стефан Баторій, й Андраш залишив Рим.
Був одним з претендентів на корону Речі Посполитої. Спочатку його підтримували коронний канцлер Ян Замойський, папа римський Сікст V і османський султан Мурад III. Втім значна частина польської шляхти була налаштована проти Андраша Баторі, якого змусили перебратися до Трансильванії 1587 року. Невдовзі Ян Замойський став на бік Сигізмунда Вази, шведського короля. Своєю чергою Андраш переконав сриєчного брата Жигмонда Баторі надати військову допомогу Сигізмунду Вазі у боротьбі проти претендента Максиміліана Австрійського. З цим загоном Андраш зайняв Краків, який обороняв проти австрійців. Потім брав участь у коронації Сигізмунда Вази.
1588 року розпочав перемовини з Папським престолом щодо зняття анафеми з Жигмонда Баторі за вигнання єзуїтів. Цього вдалося досягти у 1590 році. Водночас у 1589 році стає князем-єпископом Вармійським. Невдовзі призначено єпископом-коад'ютором Краківським. Втім у 1591 році через інтриги прихильників Габсбургів після смерті краківського єпископа Пйотра Мишковського на його місце було обрано Юрія Радзивілла.
Натомість Папським престол фактично призначив Андраша Баторі очільником католицької церкви в Трансильванії. Тут він більше підтримував францисканців, ніж єзуїтів. Разом з тим разом з братом Балтазаром вступив у конфлікт з трансильванським князем Жигмонтом Баторі через бажання того повернути єзуїтів до Трансильванії. Лише папський легат Аттіліо Амальтео замирив братів.
У 1593 році розпочав перемовини з Йоганом Георгом Гогенцоллерном, маркграфом Бранденбургу, щодо укладання шлюбу з його донькою в обмін на визнання протекції Бранденбургу над Вармійським князівством. разом з тим досяг угоди з королем Речі Посполитої щодо Краківського єпископства, від якого відмовився в обмін на Червинське абатство. 1594 року через конфлікт з Жигмондом Баторі, що бажав доєднатися до антиосманського Священної Ліги, вимушенбувперебратися до Речі Посполитої.

### Володар Трансильванії
У березні 1598 року після зречення Жигмонда Баторі став новим князем Трансильванії. Втім значна частина місцевої шляхти перебувала в опозиції до Андраша Баторі. Останній продовжив політику попередника щодо встановлення влади над Валахією та Молдавією. Невдовзі валаський господар Михайло Хоробрий визнав зверхність Трансильванії.
Андрій розпочав переговори з Османською імперією, домагаючись підтвердження статусу та сюзеренітету над Валахією, а також відтермінування сплати данини на 6 років. Своєю чергою імператор Священної Римської імперії Рудольф II Габсбург не визнав влади Андраша, закликавши до повстання. Першим відгукнувся на це Михайло Хоробрий, що вдерся до Трансильванії. На його бік перейшли секеї. Зрештою у вирішальній битві біля Щелімбеку Андраш Баторі зазнав тяжкої поразки. Михайло Хоробрий став намісником імператора в Трансильванії. Андраш Баторі при намаганні втекти до Речі Посполитої потрапив у полон до секеїв, які його стратили.